# Teucholabis fuscoapicalis
Teucholabis fuscoapicalis är en tvåvingeart som beskrevs av Alexander 1937. Teucholabis fuscoapicalis ingår i släktet Teucholabis och familjen småharkrankar. Inga underarter finns listade i Catalogue of Life.